# 俄国国际主义者社会主义工党
俄国国际主义者社会主义工党（俄语：Российская социалистическая рабочая партия интернационалистов，缩写为）是俄罗斯历史上的一个社会主义政党，存在于1918年—1920年，它是的前身是1917年出现的俄国社会民主工党派系——“俄国社会民主工党（国际主义者）”。

## 历史
俄国社会民主工党（国际主义者）的纲领与孟什维克国际主义派的纲领大体相似，在政治上自我定位于孟什维克国际主义派和布尔什维克之间。该团体批评布尔什维克的策略，但仍然支持苏维埃政府。该团体相对较小，由一些左翼知识分子组成，其主要出版物是《新生活报》。尽管该团体规模不大，但《新生活报》有相当广泛的读者群。这份报纸由著名作家马克西姆·高尔基出版，但高尔基在1917年7月与该团体决裂。
1917年12月，索洛蒙·洛佐夫斯基被俄国社会民主工党 (布尔什维克)开除，之后他加入俄国社会民主工党（国际主义者），并成为该团体的主要领导人。1918年1月20日，该团体正式建立独立政党，仍以“俄国社会民主工党（国际主义者）”为名。1918年3月，洛佐夫斯基成为该党的主席，同时出版了该党的新机关刊物《无产者》。
1918年5月，该党发生分裂，少数派（倾向与俄国共产党（布尔什维克）建立更紧密关系的成员）退党并建立“俄国独立社会民主人士党”。1919年1月，在全俄工会第二次代表会议上，该党代表团支持工会独立于俄共（布）。
1919年4月，“俄国独立社会民主人士党”并入该党，该党采用“俄国国际主义者社会主义工党”的名称，并对俄共（布）采取了更为和解的态度。该党召开第四次代表大会，决定解散，并号召成员加入俄共（布）。1919年12月，洛佐夫斯基加入俄共（布）。1920年初，该党正式解散。
苏联史学将该党称为“小资产阶级极左派”，认为该党的立场具有矛盾性，一方面呼吁建立社会主义政府，另一方面却反对发动武装起义。